# 仏教経営学
仏教経営学（ぶっきょうけいえいがく、英：Buddhist Business）は、仏教を企業経営に活用させる経営学。応用仏教学の1つ。
エルンスト・フリードリッヒ・シューマッハー、井上信一、稲葉襄、ダライ・ラマ14世らによって提唱された。

## 概要
経営学と仏教の共通点として、幸せを求めること、正しい決断を行うことが挙げられる。
行き過ぎた大量消費型市場経済、自利しか求めない企業による、地球環境、持続可能な社会への悪影響を止めるため、坐禅やヴィパッサナー瞑想などの仏教の心の観察体系や、八正道、少欲知足思想を経営判断に活用させる。
住友政友や伊藤忠兵衛 (初代)、伊庭貞剛、沼田恵範、三島海雲、加藤辨三郎、稲盛和夫、スティーブ・ジョブズなどの実践者の事跡を検証することも行われている。